# Biến đổi khí hậu đối với khoai tây
Biến đổi khí hậu đối với khoai tây là khả năng khoai tây  bị ảnh hưởng bởi những thay đổi carbon dioxide trong bầu khí quyển, nhiệt độ và lượng mưa, cũng như sự tương tác giữa các yếu tố này cùng với sự ấm lên toàn cầu.
Ngoài việc ảnh hưởng trực tiếp đến khoai tây, biến đổi khí hậu cũng làm thay đổi sự phân bố và mật độ của nhiều loại bệnh và sâu hại khoai tây. Khoai tây là một trong những cây lương thực quan trọng nhất của thế giới. Sản xuất khoai tây phải thích ứng với biến đổi khí hậu để tránh giảm năng suất cây trồng.

## Tác động của biến đổi khí hậu đến sản xuất khoai tây

### Carbon dioxide
Cây khoai tây và năng suất cây trồng được dự đoán sẽ được hưởng lợi từ việc tăng nồng độ carbon dioxide trong khí quyển. Tăng lượng khí carbon dioxide trong khí quyển đối với khoai tây (và các loại thực vật khác) làm gia tăng tỷ lệ quang hợp dẫn đến tăng tốc độ tăng trưởng. Năng suất cây khoai tây cũng được dự đoán sẽ có lợi vì khoai tây tạo nhiều tinh bột hơn. Mức độ carbon dioxide trong khí quyển cao hơn cũng dẫn đến việc khoai tây mở khí khổng ít hơn để hấp thụ cùng một lượng carbon dioxide tương đương để quang hợp, tức là mất ít nước hơn do quá trình thoát hơi nước từ khí khổng. Do đó, hiệu quả sử dụng nước (tỷ lệ carbon được đồng hóa trên một đơn vị nước bị mất) được dự đoán sẽ tăng lên.

### Nhiệt độ
Khoai tây phát triển tốt nhất trong điều kiện ôn đới. Tăng trưởng và năng suất củ có thể bị giảm nghiêm trọng do biến động nhiệt độ ngoài khung nhiệt 5-30 °C. Ủy ban Liên chính phủ về Biến đổi Khí hậu dự đoán nhiệt độ toàn cầu sẽ tăng từ 1,1 đến 6,4 °C vào năm 2100. Ảnh hưởng của việc tăng nhiệt độ lên sản xuất khoai tây ở các khu vực cụ thể sẽ khác nhau tùy thuộc vào nhiệt độ hiện tại của khu vực đó. Vùng có nhiệt độ trên 30 °C có thể có một loạt các tác động tiêu cực đến khoai tây, bao gồm:
- Làm chậm sự phát triển và nảy mầm của củ.
- Tinh bột tích lũy ở củ khoai giảm.
- Tổn thương sinh lý đối với củ (ví dụ đốm nâu).
- Thu bé củ, làm cho củ mọc quá sớm.

Những tác động này có thể làm giảm năng suất cây trồng và số lượng và trọng lượng của củ. Do đó, các khu vực có nhiệt độ hiện tại gần giới hạn của phạm vi nhiệt độ của khoai tây (ví dụ như phần lớn của Tiểu vùng Châu Phi, sẽ bị giảm sản lượng khoai tây trong tương lai. Ở nhiệt độ thấp, khoai tây có nguy cơ bị sương giá, có thể làm giảm sự phát triển và làm hỏng củ. Ở những khu vực trồng khoai tây hiện bị hạn chế hoặc không trồng khoai được do sương giá (ví dụ: vùng cao hơn so với mực nước biển và các nước có vĩ độ cao như Nga và Canada), nhiệt độ tăng sẽ có lợi cho khoai tây bằng cách kéo dài mùa trồng trọt và mở rộng tiềm năng trồng khoai tây.

### Nước có sẵn
IPCC dự đoán biến đổi khí hậu bao gồm các thay đổi có khả năng đối với nguồn nước sẵn có trên toàn cầu. Ở nhiều khu vực, nguồn nước dự kiến sẽ giảm, đặc biệt là ở các khu vực bán khô hạn. Sự gia tăng trong các sự kiện thời tiết cực đoan bao gồm lũ quét được dự đoán, ngay cả ở những khu vực có lượng mưa trung bình được dự đoán sẽ giảm.
Khoai tây rất nhạy cảm với thâm hụt nước trong đất so với các loại cây trồng khác như lúa mì, và cần tưới thường xuyên, đặc biệt là trong giai đoạn củ đang phát triển. Lượng mưa giảm ở nhiều khu vực được dự đoán sẽ làm tăng nhu cầu tưới tiêu cho khoai tây. Ví dụ, ở Anh, lượng đất trồng trọt phù hợp cho sản xuất khoai tây sử dụng nước mưa dự kiến sẽ giảm ít nhất 75%. Cùng với việc giảm lượng mưa nói chung, cây khoai tây cũng phải đối mặt với những thách thức từ việc thay đổi mô hình lượng mưa theo mùa. Ví dụ, ở Bolivia, mùa mưa đã rút ngắn trong những thập kỷ gần đây, dẫn đến thu hẹp mùa khoai tây ngắn.

### Sâu bệnh
Cũng như ảnh hưởng trực tiếp đến khoai tây, biến đổi khí hậu được dự đoán sẽ ảnh hưởng đến nhiều loại sâu bệnh hại khoai tây:
- Các loài côn trùng gây hại như Phthorimaea operculella và Leptinotarsa decemlineata, được dự đoán sẽ lây lan sang các khu vực, những nơi mà hiện tại vẫn quá lạnh để sinh sôi và phát triển.[3]
- Rệp hoạt động như một vectơ truyền nhiều loại virus khoai tây, lây lan rộng khi nhiệt độ tăng.[10]
- Một số mầm bệnh gây bệnh khoai tây đen (ví dụ Dickeya) có thể phát triển và sinh sản nhanh hơn ở nhiệt độ cao.[11]
- Vi khuẩn như Ralstonia solanacearum được dự đoán phát tán mạnh khi nhiệt độ cao và có thể lây lan dễ dàng hơn thông qua lũ quét.[3]
- Phytophthora infestans được dự đoán phát tán mạnh khi nhiệt độ cao và điều kiện ẩm ướt.[12] Bệnh mốc sương được dự đoán sẽ trở thành mối đe dọa lớn ở một số khu vực (ví dụ ở Phần Lan)[3] nhưng ít khả năng trở thành mối đe dọa những nơi khác (ví dụ ở Vương quốc Anh).[2]